# アフィ
アフィ（Uffie、1987年12月9日 - ）は、アメリカ合衆国で生まれ、香港で育ち、現在パリをベースに活動するミュージシャン。1児の母。アーティストネームは、フランス語で「卵」の意味である。

## 生い立ち
フロリダ州マイアミにてアンナ＝キャサリン・ハートリー (Anna-Catherine Hartley)として生まれる。すぐに家族は香港に引っ越し、幼年期の大半を香港で過ごした。転勤で一度フランスに住むことになり、アメリカよりヨーロッパが気に入っていたので、そのまま住むことにした。パリのインターナショナル・スクールに通っていたが、音楽のために中退。2008年にグラフィック・アーティストのアンドレ・サライバ (André Saraiva)と結婚したが、2009年の夏に離婚した。その後、2009年の10月に2人の間の娘（ヘンリエッタ）が生まれた。

## 音楽活動

### デビュー
2005年に、当時の彼氏であったフィーズ (Feadz)の楽曲「Uffie & Me」にボーカルとして参加したことから、音楽活動を始めるようになる。その直後には楽曲「Pop the Glock」を自ら作成し、デモ音源をさまざまなレーベルから発売した。これが、グライムやクランク、ヒップホップ、アシッド・ハウスから影響を受けた先鋭的なエレクトロ・サウンドにより、アンダーグラウンド・シーンで話題を呼ぶ。そして、このデモを耳にしたフランスのエレクトロ・レーベル「エド・バンガー・レコード」のオーナーの気を引き、契約を結ぶことになる。その後、このレーベルを通じて、2006年2月27日に「Pop the Glock」をデビュー・シングルとして正式に発表することとなった。
その後も、ジャスティスの楽曲に参加するなど、多方面で活動。次第にその名を世に広め、MySpaceでは1500万回以上の試聴を記録するなど、ヨーロッパのクラブシーンでその地位を確立し始めていた。2008年にはデビュー・アルバムの発売予定もあったが、その後に結婚と離婚、そして妊娠など様々な出来事が重なり、延期され続けてしまう。

### アルバム『セックス・ドリームス&デニム・ジーンズ』
そして、デビューから4年近くが経っていた2010年6月15日に、ようやくデビュー・アルバム『セックス・ドリームス&デニム・ジーンズ』がヨーロッパでリリースされた（アメリカでは6月22日、日本では6月23日）。このアルバムには彼女の代表曲でもある「Pop the Glock」の他に、ファレル・ウィリアムスをゲストに迎えた「ADD SUV」も収録されている。また、直前の4月3日には「Le Baron de Paris」でのパフォーマンスのため、来日を果たした。

## ディスコグラフィ

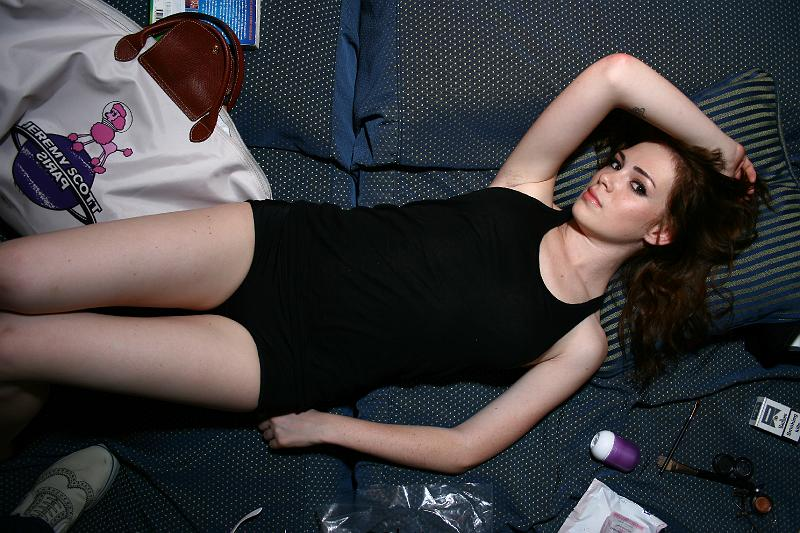
アフィ（2007年）

### スタジオ・アルバム
- 『セックス・ドリームス&デニム・ジーンズ』 Sex Dreams and Denim Jeans (2010年)
- 『SUNSHINE FACTORY』 Sunshine Factory (2022年)

### EP
- Pop the Glock / Ready to Uff (2006年)
- Tokyo Love Hotel (2019年)

### シングル
- "Hot Chick" (2006年)
- "F1rst Love" (2007年)
- "Pop the Glock" (2009年)
- "MCs Can Kiss" (2010年)
- "ADD SUV" (2010年) ※featuring ファレル・ウィリアムス
- "Difficult" (2010年)
- "Wordy Rappinghood" (2011年)
- "Drugs" (2018年)
- "Your Hood" (2018年)
- "Sideways" (2018年)
- "Papercuts" (2018年)
- "Sadmoney" (2019年)
- "No Take Me Backs" (2019年)
- "Mine" (2019年)
- "Weed & Drum Machine" (2019年)
- "Ego" (2019年)
- "FroYo for Your Tears" (2020年)
- "Cool" (2021年)
- "Dominoes" (2022年)
- "Where Does The Party Go?" (2022年)
- "Sophia" (2022年)

### 参加アルバム & EP
- フィーズ : Forward 4 EP (2005年) ※「Uffie & Me」に参加
- ジャスティス : 『† (クロス)』 - † (Cross) (2007年) ※「Tthhee Ppaarrttyy」に参加
- アフィ vs. クリスタル・キャッスルズ : "Make it Hott" (2008年) ※シングル
- スティーヴ・アオキ : Pillowface and His Airplane Chronicles (2008年) ※「Low Life (LA Riots Remix)」に参加
- ミスター・オワゾ : Lambs Anger (2008年) ※「Steroids」に参加
- 赤西仁 : Japonicana (2012年) ※「That's What She Said」に参加
- チャーリー・XCX : Number 1 Angel (2017年) ※「Babygirl」に参加